# Eric Harrison Jr.
Eric Lamarr Harrison Jr. (Washington, 18 febbraio 1999) è un velocista statunitense naturalizzato trinidadiano.

## Biografia
Eric Harrison Jr. nasce a Washington, da madre di Trinidad e Tobago. Ha iniziato a gareggiare per la nazione materna a partire dal luglio 2021.

## Progressione

### 100 metri piani
| Stagione | Misura | Luogo          | Data      | Rank. Mond. |
| -------- | ------ | -------------- | --------- | ----------- |
| 2023     | 10"15  | Marietta       | 17-6-2023 |             |
| 2022     | 10"08  | Port of Spain  | 25-6-2022 |             |
| 2021     | 10"16  | Jacksonville   | 28-6-2021 |             |
| 2019     | 10"26  | Columbia       | 13-4-2019 |             |
| 2018     | 10"22  | Tampere        | 11-7-2018 |             |
| 2017     | 11"05  | Greensboro     | 17-6-2017 |             |
| 2016     | 10"73  | L'Avana        | 26-5-2016 |             |
| 2015     | 10"90  | Norfolk        | 5-8-2015  |             |
| 2014     | 11"20  | Hyattsville    | 19-4-2014 |             |
| 2012     | 11"09  | Powder Springs | 28-4-2012 |             |

### 200 metri piani
| Stagione | Misura | Luogo        | Data      | Rank. Mond. |
| -------- | ------ | ------------ | --------- | ----------- |
| 2023     | 20"47  | Marietta     | 17-6-2023 |             |
| 2022     | 20"18  | Eugene       | 8-6-2022  |             |
| 2021     | 20"52  | Jacksonville | 3-4-2021  |             |
| 2019     | 20"52  | Columbia     | 13-4-2019 |             |
| 2018     | 20"39  | Bloomington  | 13-5-2018 |             |
| 2017     | 22"00  | Greensboro   | 18-6-2017 |             |
| 2016     | 21"55  | L'Avana      | 28-5-2016 |             |
| 2015     | 21"88  | Norfolk      | 6-8-2015  |             |

### 60 metri piani indoor
| Stagione | Misura | Luogo     | Data      | Rank. Mond. |
| -------- | ------ | --------- | --------- | ----------- |
| 2023/24  | 6"59   | Clemson   | 9-2-2024  |             |
| 2021/22  | 6"67   | Lexington | 29-1-2022 |             |
| 2020/21  | 6"71   | Ann Arbor | 19-2-2021 |             |
| 2019/20  | 6"69   | Clemson   | 14-2-2020 |             |
| 2018/19  | 6"68   | Clemson   | 8-2-2019  |             |
| 2017/18  | 6"73   | Columbus  | 5-1-2018  |             |
| 2016/17  | 6"84   | New York  | 12-3-2017 |             |
| 2015/16  | 6"81   | Lexington | 20-2-2016 |             |
| 2014/15  | 7"03   | Lexington | 21-2-2015 |             |
| 2013/14  | 7"26   | New York  | 16-3-2014 |             |

## Palmarès
| In rappresentanza degli Stati Uniti       |                         |              |             |            |       |                                          |
| 2018                                      | Mondiali U20            | Tampere      | 100 m piani | Bronzo     | 10"23 | [ 3 ]                                    |
| 2018                                      | Mondiali U20            | Tampere      | 200 m piani | Bronzo     | 20"79 | [ 4 ]                                    |
| 2018                                      | Mondiali U20            | Tampere      | 4x100 m     | Oro        | 38"88 | [ 5 ]                                    |
| In rappresentanza degli Trinidad e Tobago |                         |              |             |            |       |                                          |
| 2021                                      | Giochi olimpici         | Tokyo        | 4x100 m     | Batteria   | 38"63 | Miglior prestazione personale stagionale |
| 2022                                      | Mondiali                | Eugene       | 200 m piani | Batteria   | 20"54 | [ 6 ]                                    |
| 2022                                      | Giochi del Commonwealth | Birmingham   | 100 m piani | Semifinale | 10"44 |                                          |
| 2022                                      | Giochi del Commonwealth | Birmingham   | 4×100 m     | Argento    | 38"70 | Miglior prestazione personale stagionale |
| 2022                                      | Campionati NACAC        | Freeport     | 100 m piani | Batteria   | 10"52 |                                          |
| 2022                                      | Campionati NACAC        | Freeport     | 4x100 m     | Argento    | 38"96 |                                          |
| 2023                                      | Giochi CAC              | San Salvador | 100 m piani | Semifinale | 10"46 | [ 7 ]                                    |
| 2023                                      | Giochi CAC              | San Salvador | 4x100 m     | Oro        | 38"30 | [ 8 ]                                    |
| 2023                                      | Giochi panamericani     | Santiago     | 4x100 m     | 4º         | 39"54 | [ 9 ]                                    |
| 2024                                      | World Relays            | Nassau       | 4×100 m     | Batteria   | 38"46 |                                          |

## Campionati nazionali
- 1 volta campione nazionale statunitense under 20 dei 100 metri piani (2018)
- 1 volte campione nazionale trinidegno dei 100 metri piani (2022)

2018
- Argento ai campionati statunitensi under 20 (Bloomington), 100 m piani - 10"26
- Oro ai campionati statunitensi under 20 (Bloomington), 200 m piani - 20"44

2022
- Oro ai campionati trinidegni (Port of Spain), 100 m piani - 10"08

2023
- 8º ai campionati trinidegni (Port of Spain), 100 m piani - 10"57